# Rubus ellipticus
Rubus ellipticus, comúnmente denominado frambuesa dorada del Himalaya o frambuesa amarilla del Himalaya, es una especie de arbusto espinoso asiático de la familia de las rosas (familia Rosaceae).
Es nativa de China, Nepal, el subcontinente indio, Indochina, y las Filipinas.

## Descripción
La frambuesa dorada del Himalaya es un arbusto grande con tallos gruesos que pueden crecer hasta 4,5 metros de altura. Sus hojas son trifoliadas, elípticas u obovadas y dentadas con largas cerdas. Sus hojas pueden crecer hasta 5 a 10 centímetros de largo. Sus flores son cortas, blancas, tienen cinco pétalos y crecen en racimos, y en el Himalaya florece entre los meses de febrero y abril. Sus frutos son dulces, fáciles de desprender y muy buscados por pájaros y elefantes.
Si bien los frutos de Rubus ellipticus poseen un sabor dulce, no es común que sean cosechados para consumo doméstico. Los frutos se echan a perder con rapidez una vez que son retirados de la planta.
La corteza de esta planta se utiliza con fines medicinales por los habitantes de las villas del Tíbet, principalmente como tónico renal y  antidiurético.  Sus jugos también se usan para tratar la tos, fiebre, cólicos y dolor de garganta. La planta también se utiliza para producir una tintura azul-violácea.

## Ecología
La frambuesa dorada del Himalaya es originaria de la región templada del Himalaya, y es nativa de India, Pakistán, Nepal y China.  Se ha diseminado mediante cultivo.  Se le encuentra en bosques de pino de la región.
La frambuesa dorada del Himalaya can be found in mesic  bosques húmedos, y se ha adaptado para desarrollarse en entornos sombríos y con plena exposición al sol.  Al igual que otras especies de Rubus, sus semillas son dispersadas por las aves.  También se puede propagar a través de  brotes de sus raíces - reproducción asexual, y mediante estacas.  Puede crecer en campos abiertos o en sotobosques húmedos.
Los frutos en descomposición de la frambuesa dorada del Himalaya pueden servir de alimento a grandes poblaciones de Drosophila, o moscas de la fruta, y sus frutos también son consumidos por los elefantes asiáticos.

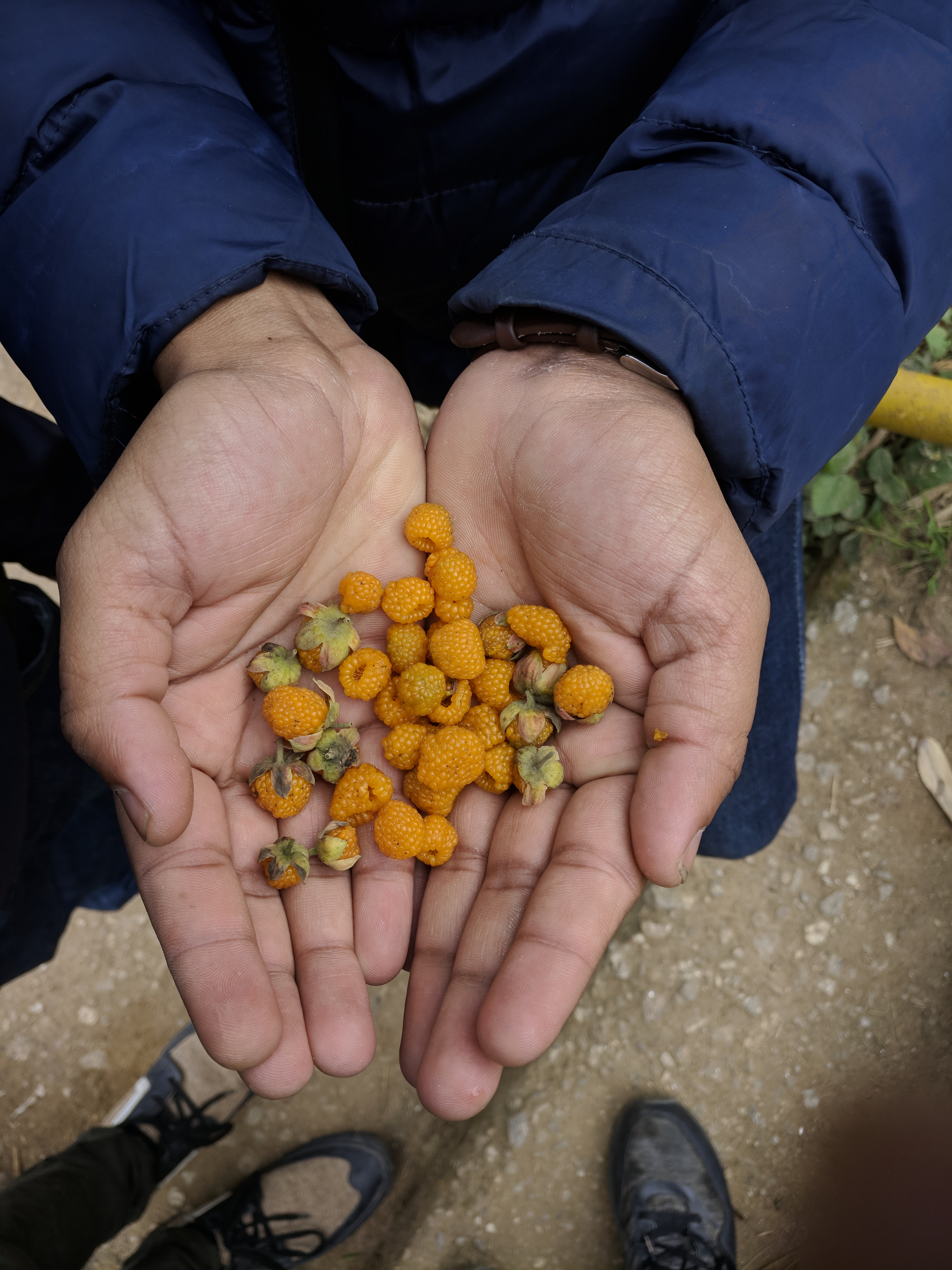
Fruto de Rubus ellipticus en Illam, Nepal

## Especie invasiva

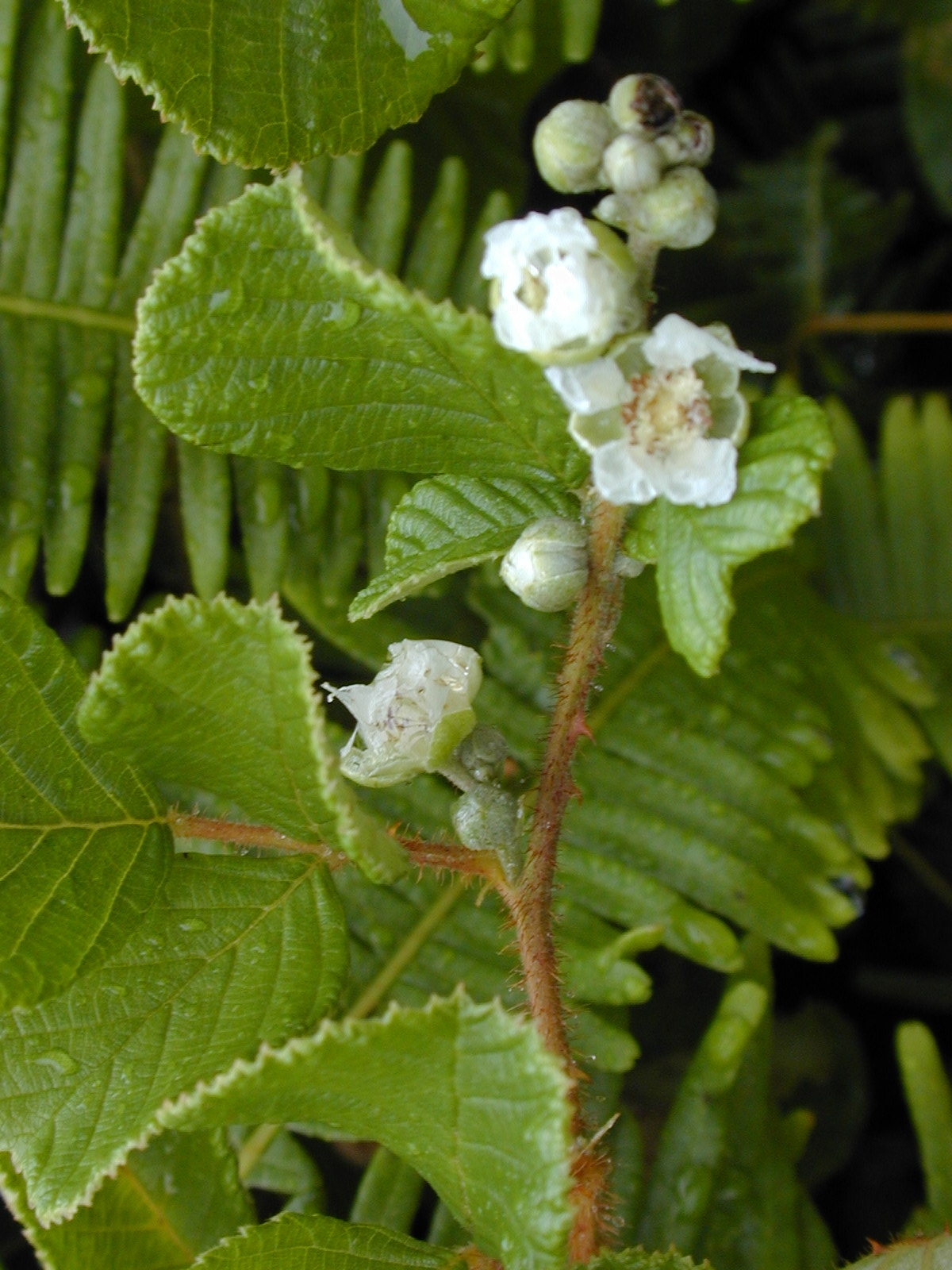
Rubus ellipticus (flores y hojas).

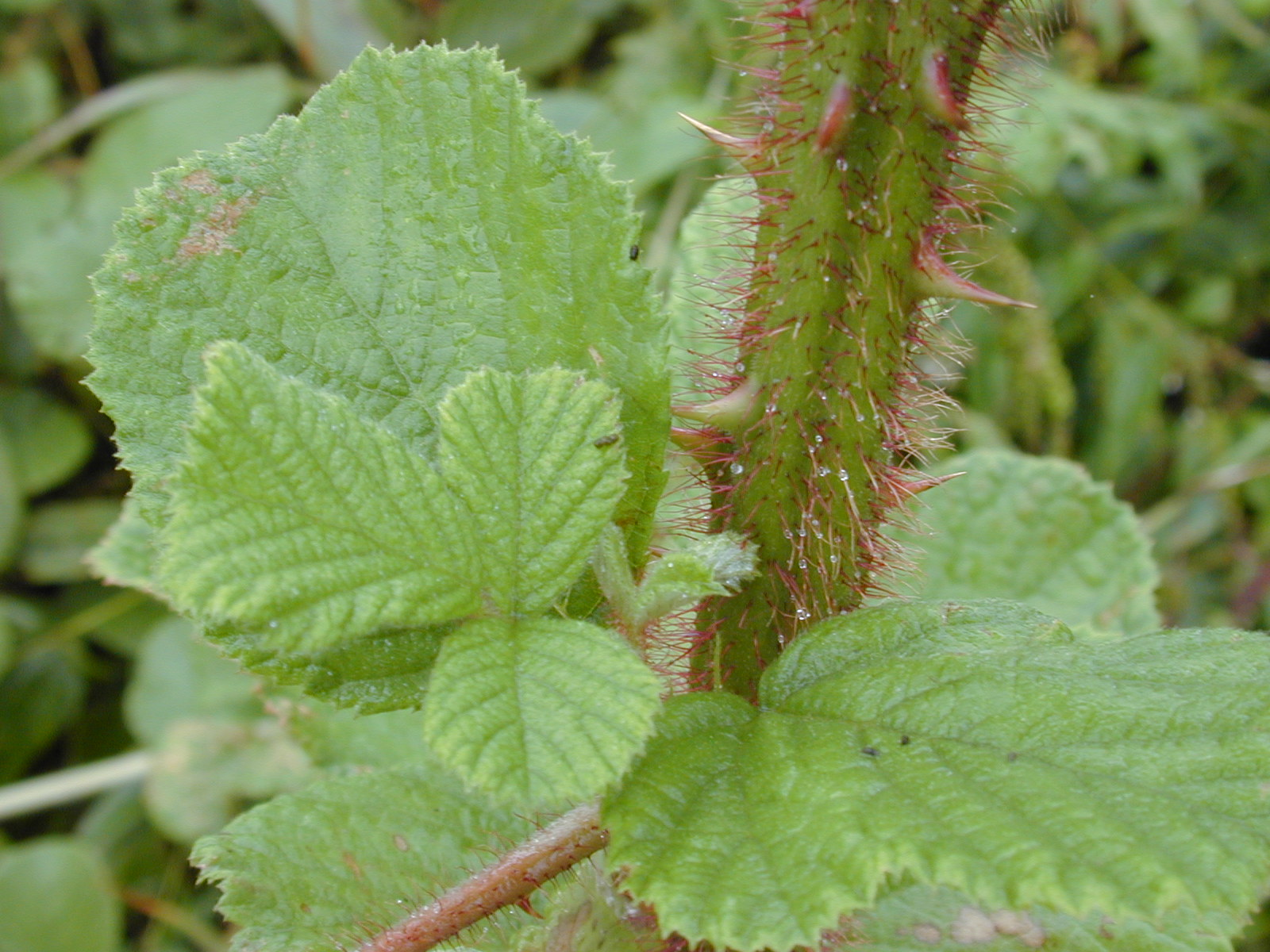
Vástago espinoso de R. ellipticus.

Rubus ellipticus se encuentra en la base de datos del Grupo Especializado en Especies Invasoras de la IUCN, y ha sido incluida en la lista de las 100 especies invasoras más dañinas del mundo.  En 1961 fue llevada a Hawái por sus frutos comestibles y como planta ornamental.
La frambuesa dorada del Himalaya es una amenaza para las plantas nativas porque forma matorrales gruesos e impenetrables, y compite con la  frambuesa hawaiana nativa. Las aceras, las granjas abandonadas y las tierras perturbadas por las poblaciones de cerdos salvajes también son susceptibles de invasión. Su capacidad de crecer alto debido a sus fuertes tallos también es una amenaza debido a su capacidad de establecerse dentro de la copa de los árboles.  La frambuesa dorada del Himalaya también es una amenaza para la flora nativa porque puede competir con otras plantas. Más específicamente, tiene tasas fotosintéticas más altas, tasas de fijación de nitrógeno más altas y, por lo tanto, una mayor eficiencia de uso de nitrógeno fotosintético.

## Otros usos
Los agricultores de Nepal no han tenido éxito en cosechar y fermentar los frutos para producir vino de fruta.  En Sikkim, se usan sus raíces para tratar dolores de estómago y de cabeza, y sus frutos se usan para tratar indigestiones.
La frambuesa dorada del Himalaya ha sido estudiada para determinar si sus frutos poseen propiedades antioxidantes.